# Killbuck, Ohio
Killbuck là một làng thuộc quận Holmes, tiểu bang Ohio, Hoa Kỳ. Năm 2010, dân số của làng này là 817 người.

## Dân số
- Dân số năm 2000: 839 người.
- Dân số năm 2010: 817 người.